# Netelia laevis
Netelia laevis là một loài tò vò trong họ Ichneumonidae.